# Zuza Golińska
Zuza (właśc. Zuzanna) Golińska (ur. 1990 w Gdańsku) – polska rzeźbiarka, performerka i artystka wizualna.
Jako artystka używa zdrobniałej formy swojego imienia – Zuza.

## Życiorys
Absolwentka Akademii Sztuk Pięknych w Warszawie w Pracowni Działań Przestrzennych pod kierunkiem Mirosława Bałki. Stypendystka Ministerstwa Edukacji Narodowej oraz Ministerstwa Kultury i Dziedzictwa Narodowego. Jej prace były pokazywane w Zachęcie Narodowej Galerii Sztuki, Muzeum Współczesnym we Wrocławiu oraz Muzeum Sztuki Nowoczesnej w Warszawie.
W 2015 roku była nominowana do europejskiej nagrody StartPoint Prize.
W 2018 otrzymała nagrodę artystyczną ArteVue przyznawaną przez Delfina Foundation w Londynie, a w 2022 nagrodę artystyczną Dorothea von Stetten Art Award (razem z Dianą Lelonek i Danielem Rycharskim).
Mieszka i pracuje w Warszawie.

### Wybrane wystawy indywidualne
2023 Coś Miękkiego, Coś Obcego, Coś Groźnego, Państwowa Galeria Sztuki w Sopocie; One: Zuza Golińska, Iza Tarasewicz, Centrum Rzeźby Polskiej w Orońsku
2022 Villa(in) with Markéta Slaná, Villa Tugendhat, Brno; Zuza Golińska, Teresa Pągowska: Betwixt #2, Piktogram Gallery, Warszawa; The Claws of Events, DOROTHEA VON STETTEN ART AWARD (razem z Dianą Lelonek i Danielem Rycharskim), Kunstmuseum Bonn
2021 Body Electric, Galerie Anton Janizewski, Berlin
2020 Red Giant, Muzeum Współczesne Wrocław

### Wybrane wystawy zbiorowe
2022 Biennale Zielona Góra; Niepokój przychodzi o zmierzchu, Zachęta Narodowa Galeria Sztuki, Warszawa
2021 Helena Bohle-Szacka. Przenikanie, Centralne Muzeum Włókiennictwa w Łodzi
2020 Yokohama Triennale, Yokohama Museum of Art; Obserwatorium w ramach Warszawa w Budowie 12, Muzeum Sztuki Nowoczesnej w Warszawie
2019 Body Works, Galeria w Sopocie; WRO Media Art Biennale, Wrocław; LIGHT-FOOTED LIGHT-FINGERED, The Ryder Projects, Londyn
2018 Plac Małachowskiego 3, Zachęta Narodowa Galeria Sztuki, Warszawa; Artevue ArtePrize exhbition, Delfina Foundation, Londyn
2017 Cały czas w formie, Galeria Studio, Warszawa

## Publikacje
Coś Miękkiego, Coś Obcego, Coś Groźnego, PGS Sopot 2023, red. Mirela Baciak, Zuza Golińska